# Рейчел Эббот
Шейла Роджерс (англ. Sheila Rodgers; род. 29 сентября 1952, Манчестер, Англия), больше известна под литературным псевдонимом Рейчел Эббот (англ. Rachel Abbott) — британская писательница, работающая в жанре психологического триллера. Дебютировала как писатель в 2011 году, суммарные продажи её книг превысили три миллиона копий в 2018 году, каждая её книга становилась бестселлером на Amazon. В 2015 году она была названа четырнадцатой самой популярной писательницей среди пользователей Amazon Kindle за последние пять лет в Великобритании.

## Биография
Шейла Роджерс родилась и выросла в Манчестере. Карьеру строила в сфере разработки программного обеспечения и создания веб-сайтов, в основном для образовательных проектов. В 2000 году она продала свою компанию и переехала из Великобритании в Италию, где купила недвижимость — итальянский монастырь XV века, который они с мужем восстановили своими силами.

## Карьера
В 2009 году Роджерс решила написать книгу о среднестатистической, рядовой женщине, оказавшейся в ситуации, когда у неё не было другого выбора, кроме как совершить убийство. Потребовалось восемнадцать месяцев, чтобы написать первый проект. В ноябре 2011 года, после того, как он был отклонен несколькими литературными агентами, она опубликовала свой первый роман «Только невинные» на Amazon, под своим псевдонимом Рейчел Эббот. По началу продажи шли медленно, однако благодаря маркетинговой кампании, организованной писательницей, ситуация изменилась в лучшую сторону.
В 2013 году вышел роман «Путь обмана», а в 2014 году — «Спи спокойно». Её четвертый роман, «Stranger Child», был опубликован 24 февраля 2015 года. Позже в том же году она опубликовала повесть «Nowhere Child», в которой есть те же персонажи, что и в «Stranger Child». В 2016 году она опубликовала свой шестой роман «Kill Me Again». Все пять её романов и одна повесть посвящены отношениям и преступлениям, и все они посвящены одному и тому же герою — детективу, главному инспектору Тому Дугласу.
Популярность романов привела к их публикациям в других странах, книги автора были переведены на семь языков, в том числе и на русский.
В 2015 году было объявлено, что первые три романа Рейчел Эббот были проданы тиражом более миллиона копий, все они были бестселлерами на сайте Amazon. В том же году Amazon объявил её одним из самых популярных независимых писателей на платформе в Великобритании, а также самым популярным автором в жанре триллер. Также она была названа четырнадцатой самой популярной писательницей среди пользователей Amazon Kindle за последние пять лет. Роман «Stranger Child» стал одним из самых популярных за год, став самой скачиваемой книгой на платформе Amazon Kindle и заняв одиннадцатое место среди бестселлеров электронных книг. В марте 2016 года общие продажи превысили два миллиона копий. 
В 2017 году издание Daily Express назвало её «Королевой остросюжетного романа». В том же  она году стала членом жюри премии «Kindle Stoyteller Award».
В 2018 году были опубликованы два новых романа: «Come a Little Closer» и «And So It Begins», в последнем был представлен новый персонаж — сержант Стефани Кинг. В 2019 году вышел роман The «Shape of Lies», а в 2020 — «Right Behind You» и «The Murder Game».